# Sloanea celebica
Sloanea celebica är en tvåhjärtbladig växtart som beskrevs av Boerl. & Koord. och Sijfert Hendrik Koorders. Sloanea celebica ingår i släktet Sloanea och familjen Elaeocarpaceae. Inga underarter finns listade i Catalogue of Life.